# أبو بكر خالد
كاتب صحفي وروائي سوداني الأصل من مواليد العيلفون عام 1934 وتوفي في 21 أغسطس 1976.

## مراحل تعليمية وعملية
تلقى تعليمه الأولي بالمدرسة الاميرية بأمدرمان ثم المدرسة الأهلية وتلقى تعليمه الأوسط والثانوى بمعهد أمدرمان العلمى والجامعي بكلية أصول الدين بجامعة الأزهر 
عقب تخرجه عمل بالتدريس ومن المدارس التي عمل بها بالسودان مدرسة العيلفون الوسطى ، المؤتمر الثانوية وأمدرمان الأهلية وأنتدب للعمل بالجماهيرية اللبيبة في فترة الستينات ثم مديراً لمدرسة الضو حجوج حتى رحليه عام 1976.

## إهتمامه بالأدب
كان منزله بحى المسالمة واحة للأدب والفن وملتقى لأهل الفكر والثقافة في مصر والسودان كما كان عضوا فاعلاً ومؤسسا ً( للندوة الأدبيه ) التي كان يرأسها الاستاذ عبد الله حاج الأمين .

## رواياته
- بداية الربيع  [1]
- النبع المر  [2]
- القفز فوق الحائط القصير  [3]
- صدرت له مجموعتين قصصيتين  [4]
- (كلاب القرية) التي صدرت عام 1971 [5]

حظيت مؤلفاته باهتمام كبار النقاد في مصر والسودان وتناولوها بالنقد والتحليل.
لديه من القصص القصيرة يقارب الثمانين قصة قصيرة موزعة في الصحف والمجلات السودانية والعربية كما كانت له إسهاماته الراتبه في الصحف والمجلات السودانية والمصرية وتلفزيون السودان وعدد من التمثيليات بإذاعة وادى النيل  إذاعة ركن السودان(سابقا) ، منها ؛ تمثيلية تاجوج • الرهان • أشياء صغيرة وله نشاط ممتد في منتديات الثقافة والفكر بالوطن العربي وشارك في العديد من مؤتمرات الكتاب العرب  وكتاب آسيا وأفريقيا ويعد الراحل من رواد القصة والرواية والقصة القصيرة في السودان .

## روايات مخطوطة
- غداً تتفتح الأزهار
- ضل الدليب
- البؤساء الصغار
- نقوش على الواقع

بالإضافة الي مسرحية وقصص للأطفال،

## تكريم بعد الرحيل
- كرمه مركز عبد الكريم ميرغنى الثقافى بأمدرمان وأسرته ضمن فعاليات الأحتفاء بجائزة الأديب العالمى الطيب صالح ومنحته شهادة وفاء وتقدير .
- تم عقد أمسية احتفالية ومعرض وثائقي يوم الجمعة 25 نوفمبر 2011 بدار الجمعية الهندسية بالعيلفون

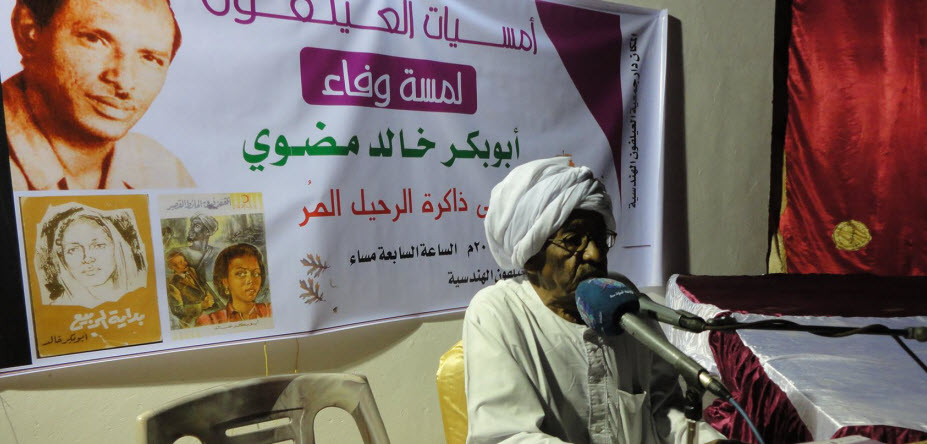
ندوة ومعرض بالجمعية الهندسية عن أعمال أبو بكر خالد

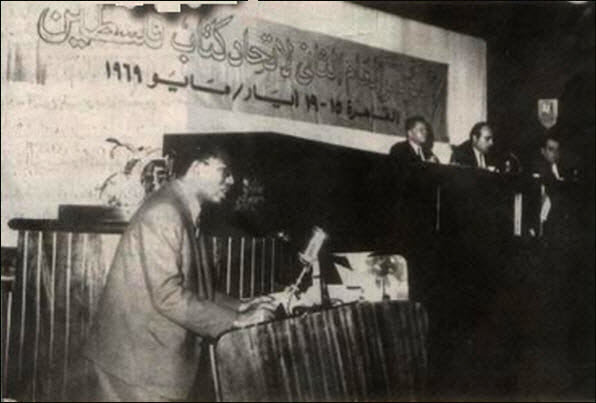
صورة صحفية-أبو بكر خالد أمام اتحاد كتاب فلسطين القاهرة 1969